# Wereldkampioenschappen boogschieten 1933
De wereldkampioenschappen boogschieten 1933 waren door de Fédération Internationale de Tir à l'Arc (FITA) georganiseerde kampioenschappen voor boogschutters. De derde editie van de wereldkampioenschappen vond plaats in het Britse Londen van 31 juli tot en met 5 augustus 1933. Er namen 41 boogschutters deel uit zes landen. De mannen en vrouwen namen voor de eerste keer deel in gescheiden competities.

## Medaillewinnaars
| M/V | Onderdeel   | Goud                                              | Zilver                                       | Brons                                  |
| M   | Individueel | Donald MacKenzie                                  | Emil Heilborn                                | Georges De Rons                        |
| M   | Team        | Georges De Rons Hubert Van Innis Oscar Kessels    | H. Cox M. Hogg John Yates                    | Paul Demare René Moreau Gaston Ducatel |
| V   | Individueel | Janina Kurkowska                                  | Louisa Sandford                              | Maria Trajdosówna                      |
| V   | Team        | Janina Kurkowska Maria Trajdosówna Anna Moczulska | Louisa Sandford Louise Nettleton E. Atkinson | Geen deelname                          |

| Rang   | Land                | Goud | Zilver | Brons | Totaal |
| ------ | ------------------- | ---- | ------ | ----- | ------ |
| 1      | Polen               | 2    | 0      | 1     | 3      |
| 2      | België              | 1    | 0      | 1     | 2      |
| 3      | Verenigde Staten    | 1    | 0      | 0     | 1      |
| 4      | Verenigd Koninkrijk | 0    | 3      | 0     | 3      |
| 5      | Zweden              | 0    | 1      | 0     | 1      |
| 6      | Frankrijk           | 0    | 0      | 1     | 1      |
| Totaal | Totaal              | 4    | 4      | 3     | 11     |

1931 ·
1932 ·
1933 ·
1934 ·
1935 ·
1936 ·
1937 ·
1938 ·
1939 ·
1946 ·
1947 ·
1948 ·
1949 ·
1950 ·
1952 ·
1953 ·
1955 ·
1957 ·
1958 ·
1959 ·
1961 ·
1963 ·
1965 ·
1967 ·
1969 ·
1971 ·
1973 ·
1975 ·
1977 ·
1979 ·
1981 ·
1983 ·
1985 ·
1987 ·
1989 ·
1991 ·
1993 ·
1995 ·
1997 ·
1999 ·
2001 ·
2003 ·
2005 ·
2007 ·
2009 ·
2011 ·
2013 ·
2015 ·
2017 ·
2019 ·
2021 ·
2023 ·